# Александра Грипенберг
Баронеса Александра Грипенберг (фін. Aleksandra Gripenberg, спочатку Alexandra Gripenberg; 30 серпня 1857-24 грудня 1913) — фінська політична та громадська діячка, письменниця (авторка численних оповідань і дорожніх нотаток, пізніше — публіцистичних творів[⇨]); редакторка різних періодичних видань. Найвідоміша фінська феміністка свого часу, чия популярність виходила далеко за межі Фінляндії. Протягом багатьох років очолювала Асоціацію фінських жінок (1889—1904 та 1909—1913). Учасниця перших загальних парламентських виборів у Фінляндії, членкиня фінського парламенту (1907—1909)[⇨].

## Біографія

### Дитинство та юність
Представниця відомого з XVII століття дворянського роду Грипенбергів, який мав шведське походження.
Александра Грипенберг народилася 30 серпня 1857 року у Великому князівстві Фінляндському, у громаді Куркійокі у Північному Приладожжі (зараз — Куркійокське сільське поселення Лахденпохського району Республіки Карелія у складі Росії). Її батьком був поміщик і сенатор барон Юган Ульрік Юхан Себастіан Грипенберг (1795—1869), який загалом мав 17 дітей у двох шлюбах. Мати, Марія Ловіса Орнберг (1817—1880), з 1842 року одружена з батьком, до шлюбу працювала покоївкою. Александра була 16-ю дитиною в сім'ї — і єдиною з усіх дітей, хто здобула виключно домашню освіту. На її дитинство та юність припав психологічно важкий період хвороб та останніх років життя її батька, однієї з сестер, бабусі з боку матері, а трохи пізніше — матері. Її безкомпромісна релігійність, яку вона пронесла крізь життя, значною мірою пояснюється цим замкнутим простором, наповненим хворими та старими людьми, в якому вона жила стільки років. Як вона писала пізніше, не дивно, що в умовах такої «духовної пустелі» її меланхолія, яка і від природи була досить сильною, взяла гору над іншими почуттями. Їй, однак, вдалося знайти вихід для своєї самотності — у літературній творчості.

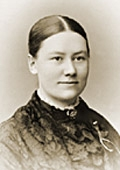
Александра Грипенберг у молодості

У 14 років Александра написала перше оповідання, яке прочитав письменник Захаріас Топеліус. Він схвалив її заняття літературою — і через шість років, 1878, вона опублікувала під псевдонімом збірку «Berättelser» («Короткі оповідання»). У 1880-х Грипенберг почала жити самостійно, продовжувала писати літературні тексти. Два роки вона жила у будинку Захаріаса Топеліуса, працюючи його секретаркою. У ці роки вона опублікувала (також під псевдонімом) два твори — «Strån» («Травинки», «Соломинки», 1884) та «I tätnande led». У цих роботах відчувається сильний вплив Топеліуса — Грипенберг писала про жінок, орієнтуючись на ідеали моральності й утримання від алкоголю, а також порушуючи питання розвитку фінської національної самосвідомості. До середини 1880-х належить і початок редакторської діяльності Грипенберг, якою вона більшою чи меншою мірою займалася до кінця свого життя: у 1885—1889 роках вона була редакторкою дитячого журналу шведською мовою «Nya Trollsländan» («Нова бабка»), одночасно з цим, у 1887—1888 роках, — редакторкою дитячого журналу фінською мовою «Sirkka» («Цвіркун»).
У 1887 році Грипенберг поїхала до Англії, плануючи займатися більшою мірою літературними справами, проте поїздка змінила її плани. З Англії вона поїхала до США, де на початку 1888 року як раз відбувалися установчі збори Міжнародної ради жінок. Там вона познайомилась з багатьма феміністками й вирішила присвятити своє життя пробудженню та просвіті жінок Фінляндії, відмовившись від своїх літературних мрій.

### Громадська та політична діяльність
У 1889 році Александра Грипенберг очолила Асоціацію фінських жінок — некомерційну організацію, яка виступала за надання жінкам тих же прав, що й чоловікам, у галузі освіти та соціального забезпечення. У тому ж 1889 році заснували журнал цієї організації Koti ja Yhteiskunta («Будинок і суспільство»), Грипенберг була його незмінною редакторкою до 1911 року. Щодо прав жінок у сфері політики Асоціація займала двоїсту позицію: з одного боку, вона виступала за надання жінкам права обирати та бути обраними, але одночасно виступала проти загального виборчого права, стверджуючи, що жінки, що належать до нижчих класів, неосвічені та схильні до пороків, а тому не повинні діяти самостійно: ними повинні керувати морально їхні панівні «сестри з вищих верств». Політика Асоціації щодо виборчого права полягала у тому, що лише ті особи повинні мати виборче право, які відповідають певним майновим вимогам, але ці вимоги для чоловіків і жінок мусять бути однаковими.

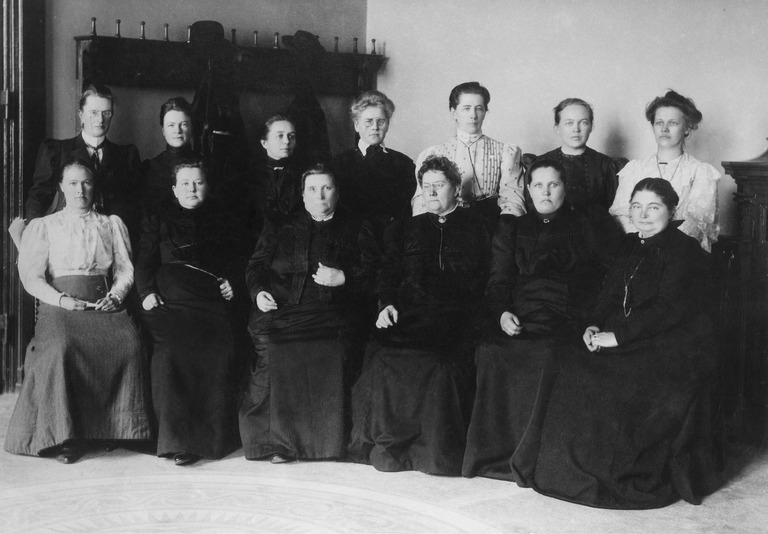
Александра Грипенберг (четверта ліворуч у першому ряду) з іншими депутатками після перших загальних парламентських виборів (1907)

На чолі Асоціації Грипенберг залишалася до 1904 року, після чого відмовилася від посади, щоб зосередитися на політичній діяльності. У 1906 році фінляндський сейм ухвалив рішення про скасування у країні станового представництва та запровадження загального та рівного виборчого права. Грипенберг відреагувала на новину про отримання жінками права балотуватися до парламенту скептично: вона говорила, що надання цього права є невчасним, що «ми [жінки] не готові». Те, як себе проявлять жінки у фінському парламенті, може суттєво вплинути на терміни надання права голосу жінкам у США та Великій Британії, вважала вона, — і це було ще одним її аргументом проти права всіх жінок ставати кандидатками в депутати. Попри такі заяви, сама вона взяла участь у перших загальних виборах і була обрана депутаткою едускунти — фінського парламенту, який замінив становий сейм, — від Південного виборчого округу Або-Б'єнеборгської губернії (зараз — виборчий округ Варсінайс-Суомі). Всього до 200-місного парламенту обрали 19 жінок, при цьому серед депутаток за кількістю голосів виборців Грипенберг була на другому місці після Гільї Пярссінен, голови Фінського соціал-демократичного союзу. Результатами виборів Грипенберг була незадоволена: публічно нарікала, що серед депутаток багато колишніх служниць, швачок та фабричних робітниць; їхнє обрання називала «жахливим конфузом».

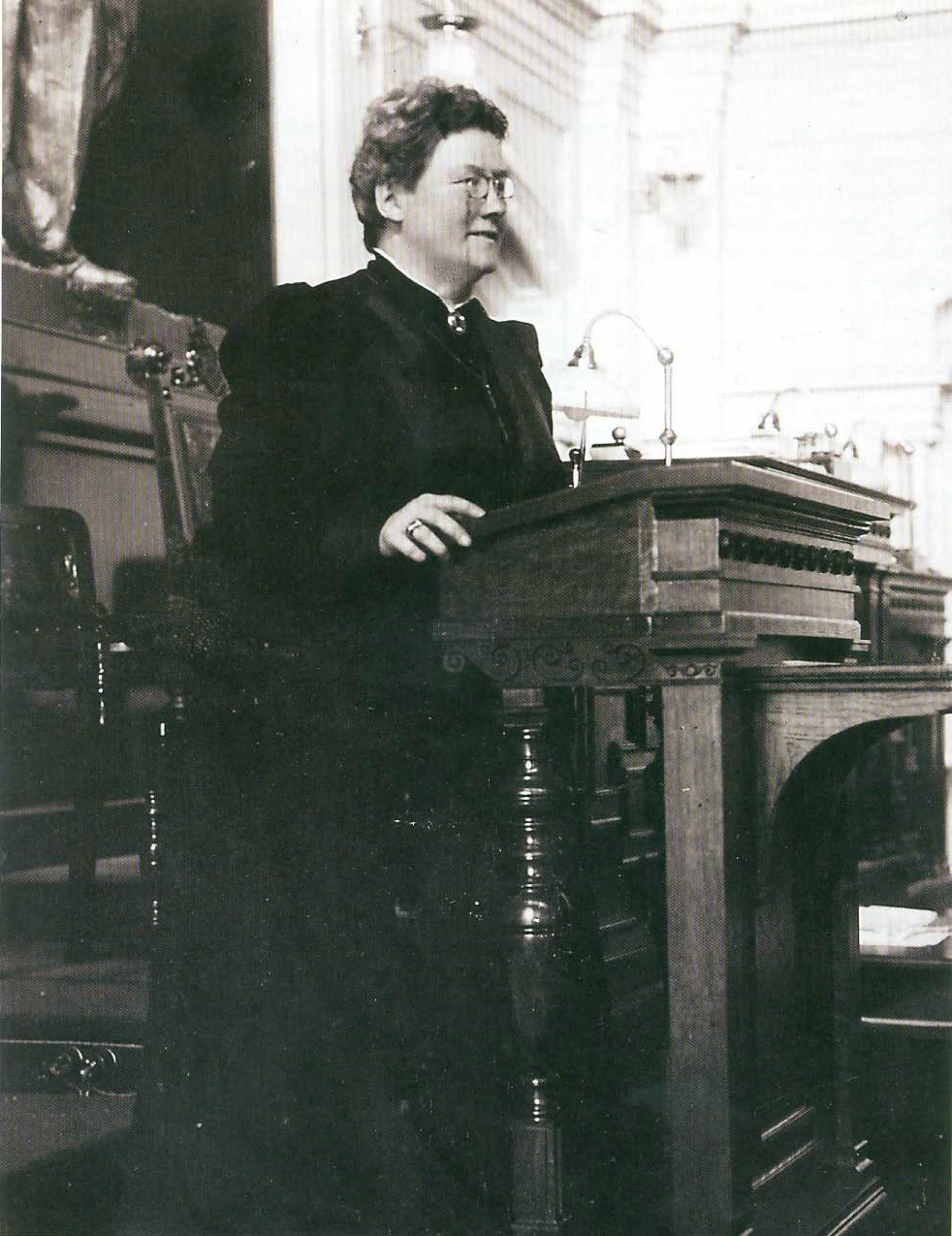
Александра Грипенберг виступає на засіданні фінського парламенту (приблизно 1907)

З моменту обрання до парламенту Грипенберг входила до складу парламентської групи Фінської партії і користувалася в ній великою повагою як членкиня партійної комісії та головою жіночого комітету партії. На других загальних виборах 1908 року її знову обрали депутаткою едускунти від того ж округу. Загалом вона була депутаткою парламенту два роки — з 22 травня 1907 по 31 травня 1909.
Її адаптація до роботи в парламенті пройшла досить просто, депутатки з Фінської партії під її керівництвом працювали як єдиний колектив, займалися підготовкою законопроєктів про становище жінок і дітей, про сухий закон, виступали у парламенті на різні актуальні теми, але парламентська робота водночас діяла на Грипенберг гнітюче: їй не подобалося, що депутати-чоловіки дивляться на депутаток зверхньо, а карикатуристи регулярно публікують у газетах образливі малюнки з її зображенням, її дратували жарти фіномовних щодо неправильної фінської мови шведськомовних депутатів (до яких вона належала), — і загалом усі справи у парламенті робилися дуже «патріархально»; якось вона сказала, цитуючи з Книги псалмів, що почувається у парламенті «самотньо, як пелікан у пустелі».
У 1909 році Грипенберг за станом здоров'я не стала брати участь у парламентських виборах і повернулася до керівництва Асоціацією фінських жінок. Крім того, коли у 1911 році створили (як відділення Міжнародної ради жінок) Фінський жіночий національний союз, який об'єднав різні фінські жіночі організації, його головою обрали Александру Грипенберг. Громадською роботою вона займалася до останніх днів життя. Померла у Гельсінкі 24 грудня 1913 у віці 56 років.

## Сім'я
Александра Грипенберг не мала дітей і не була одружена. Деякі з її братів і сестер теж стали відомими людьми: сестра Марія Фурх'єльм (1846—1916) була діячкою народної освіти та письменницею, брат Одерт Себастіан Грипенберг (1850—1925) — архітектором, сенатором і банкіром. Його донька (племінниця Александри Грипенберг) Марія Маргарита (Меггі) Грипенберг (1881—1976) була балериною, художницею та кіноакторкою.